# Fülemüle-nádiposzáta
A fülemüle-nádiposzáta (Acrocephalus luscinius) a verébalakúak (Passeriformes) rendjébe, ezen belül a nádiposzátafélék (Acrocephalidae) családjába és az Acrocephalus nembe tartozó faj volt. Egyes szerzők szerint azonos a Saipan-szigeti nádiposzáta (Acrocephalus hiwae), a Aguigan-szigeti nádiposzáta (Acrocephalus nijoi) és a Pagan-szigeti nádiposzáta (Acrocephalus yamashinae) fajokkal. A Guam-szigeten élt, de az 1960-as évek óta nem figyelték meg, emiatt kihaltnak tekintik. Feltehetően a behurcolt állatok (mint például a barna fakígyó, Boiga irregularis) pusztították ki állományát.

## Fordítás
- Ez a szócikk részben vagy egészben  a   Nightingale reed warbler című angol Wikipédia-szócikk fordításán alapul.  Az eredeti cikk szerkesztőit annak laptörténete sorolja fel. Ez a jelzés csupán a megfogalmazás eredetét és a szerzői jogokat jelzi, nem szolgál a cikkben szereplő információk forrásmegjelöléseként.